# NGC 7768
NGC 7768 é uma galáxia elíptica (E) localizada na direcção da constelação de Pegasus. Possui uma declinação de +27° 08' 52" e uma ascensão recta de 23 horas, 50 minutos e 58,4 segundos.
A galáxia NGC 7768 foi descoberta em 5 de Setembro de 1828 por John Herschel.